# Иван Шаблин
Иван Недялков Шаблин (Иван Недялков Янков) е деец на БКП.

## Биография
Иван Шаблин е роден на 4 януари 1881 г. в град Радомир. Завършва Телеграфопощенското училище. Член на БРСДП (т.с.) от 1897 г. 
Работи като телеграфист. За участието си в Транспортната стачка (1919 – 1920) е уволнен. През пролетта на 1920 е избран за представител на Българската комунистическа партия в Изпълнителният комитет на Комунистическия интернационал (ИККИ). По време на пребиването си в Съветска Русия влиза в тесни връзки с болшевиките. След завръщането си в България Шаблин играе роля за радикализацията на БКП, настоявайки за следване примера на руските комунисти.
След завръщането си в България става заместник-редактор на „Работнически вестник“. През пролетта на 1920 Шаблин е избран за представител на БКП в ИККИ. По-късно участва във II конгрес на Коминтерна. Делегат на Витошката конференция на БКП (т.с.). След терористичният атентат в църквата „Света Неделя“, организиран от радикално лявото крило в комунистическото движение , Шаблин арестуван и убит в последващият Бял терор.

## Памет
На Иван Недялков Шаблин е наречена улица в квартал „Христо Ботев“ в София (Карта).